# 대한민국 해군 56함 침몰 사건
해군 56함 피격침몰 사건(당포함 침몰 사건)은 1967년 1월 19일에 대한민국 강원도 거진 동쪽 해상에서 명태잡이 어선을 보호하던 대한민국 해군 초계호위함 PCE-56 당포함(650톤 급)이 조선인민군 해안포의 공격으로 침몰된 사건이다. 승조원 79명 중 39명이 사망하였다.

## 사고 경위
최초 보도
연초의 한일호와 충남함의 충돌 사고 수습이 진행되던 1967년 1월 19일 오후, 대한민국 해군에서는 "14시 30분경, 동해에서 어로보호작전 중이던 650톤급 해군 경비함이 북한의 해안포 공격으로 격침되었다"고 발표하였다. 경비함은 어로저지선을 넘어가 조업 중인 어선을 남쪽으로 돌리려 하였으며, 승무원 79명 중 51명이 구조되었다는 것이다.
당포호
피격된 경비함은 PCE 56 당포함(唐浦號)으로, 대한민국 해군이 1961년 12월 13일 미국으로부터 인수하여 대간첩침투작전과 어로보호에 투입된 선박이었다고 보도되었다.
피격
당포함은 조선인민군의 해안포대에서 발사된 125mm 해안포 200여 발을 맞고 침몰되었다고 보도되었다.. 1월 19일 오후 1시 30분경, 70여 척의 어선단이 어군을 따라 해상 휴전선을 넘었고, 이들을 북으로 끌고 가려는 인민군 함정을 발견한 당포함이 어선들을 유도하기 위해 북상했을 때 인민군의 해안포가 포격을 시작하여 오후 1시 50분부터 20분 동안 200여 발의 포격을 받았고, 53함이 3인치 포로 응전했으나 포탄을 선체에 맞은 당포함은 침몰했다고 밝혔다.

## 구조 및 수습
1월 20일 오전까지 51명이 구조되었으나, 그중 11명은 사망하고, 11명은 중화상을 입었다. 실종자는 더 이상 발견하지 못했으며, 28명 모두 전사한 것으로 추정하였다. 해군 본부는 침몰 해역은 휴전선 부근이고, 수심이 210 m 여서 인양 작업은 불가하다고 판단하였다.
1월 20일 판문점에서 열린 군사정전위원회 비서장회의에서 유엔은 PCE 56함에 대한 포격에 대해 엄중 항의하고, 공동 조사를 제의하였다. 사회주의 진영은 1월 21일 열린 군사정전위원회 본회의에서 중립국휴전감시위원단의 사건 조사를 거부하였다.
어로보호 업무는 해군에서 농림부와 내무부로 이관하고, 1968년까지 동해안 2개 지역에 제트기의 운용이 가능한 공항을 신설할 것을 발표하였다. 침몰한 당포호를 대신할 함정으로 미국으로부터 PCE 50함을 인수하여 ‘거진호(巨津號)’로 명명하였다.

## 추가 도발
조선민주주의인민공화국은 1967년 6월 19일 남한의 어선 2척을 기관총으로 위협하여 납북을 시도하였다. 끌려가던 중에 피해를 입은 어선(한풍호)이 휴전선 부근에서 침몰하였고, 그틈을 타 다른 배에 옮겨타 돌아왔다. 이 사고로 1명이 행방불명되었고, 2명은 총상을 입었다.
9월 20일에는 북한측 해안에서 9척의 남한 어선에 30분간에 걸쳐 250발의 포탄을 발사하여 어선 1척이 침몰하고 1명이 중상을 입었다.
12월 21일에는 조선인민군 함정이 250여 척의 남한 어선단을 포위하여 납북을 시도하려다가 실패하였고, 그 후로 어선 1척을 들이받아 침몰시켰다. 이 사고로 6명의 선원이 사망하였다.
1968년 1월 11일에는 조선인민군 함정이 동해어로저지선 부근과 봉수리 근해에서 조업하던 남한 어선단을 위협, 어선 1척은 침몰시키고 어선 3척과 20명의 어부를 납북하였다.

## 같이 보기
- 대한민국 해군 방송선 피랍 사건
- 대한민국 해경 경비정 제863호 침몰 사건